# Governo Cavour II
Il Governo Cavour II è stato l’undicesimo esecutivo del Regno di Sardegna, ed il secondo tra quelli guidati da Camillo Benso, conte di Cavour. 
Esso, nato in seguito alle dimissioni del governo precedente, è rimasto in carica dal 4 maggio 1855 al 19 luglio 1859 (sebbene già dimissionario dal precedente 12 luglio), per un totale di 1 537 giorni, ossia 4 anni, 2 mesi e 15 giorni, risultando così essere il governo più longevo della storia del Regno di Sardegna statutario.

## Compagine di governo

### Appartenenza politica
| Partito | Partito                 | Presidente | Ministri | Totale |
| ------- | ----------------------- | ---------- | -------- | ------ |
|         | Destra storica          | 1          | 2        | 3      |
|         | Indipendente (politica) | -          | 5        | 5      |
|         | Militare                | -          | 1        | 1      |

## Composizione
| Carica                                    | Titolare                                                          | Titolare                                                                | Titolare                                                                                                  |
| Presidenza del Consiglio dei ministri     | Presidenza del Consiglio dei ministri                             | Presidenza del Consiglio dei ministri                                   | Presidenza del Consiglio dei ministri                                                                     |
| ----------------------------------------- | ----------------------------------------------------------------- | ----------------------------------------------------------------------- | --- |
| Presidente del Consiglio dei ministri     |                                                                   |                                                                         | Camillo Benso, conte di Cavour (Destra storica)                                                           |
| Ministro senza portafoglio                |                                                                   |                                                                         | |
| Ministro senza portafoglio                | Pietro Paleocapa (Indipendente) Ad interim (dal 19 novembre 1857) | Pietro Paleocapa (Indipendente) Ad interim (dal 19 novembre 1857)       | Pietro Paleocapa (Indipendente) Ad interim (dal 19 novembre 1857)                                         |
| Ministero                                 | Ministri                                                          | Ministri                                                                | Ministri                                                                                                  |
| Affari Esteri                             |                                                                   |                                                                         | Camillo Benso, conte di Cavour (Destra storica) (fino al 31 maggio 1855)                                  |
| Affari Esteri                             |                                                                   | Luigi Cibrario (Indipendente) (dal 31 maggio 1855 al 5 maggio 1856)     | |
| Affari Esteri                             |                                                                   | Camillo Benso, conte di Cavour (Destra storica) (dal 5 maggio 1856)     | |
| Lavori Pubblici                           |                                                                   |                                                                         | Pietro Paleocapa (Indipendente) (fino al 14 febbraio 1861)                                                |
| Lavori Pubblici                           |                                                                   | Bartolomeo Bona (Indipendente) (dal 19 novembre 1857)                   | |
| Interno                                   |                                                                   |                                                                         | Urbano Rattazzi (Indipendente) (dal 31 maggio 1855 al 15 gennaio 1858; prec. ad interim)                  |
| Interno                                   |                                                                   | Camillo Benso, conte di Cavour (Destra storica) (dal 15 gennaio 1858)   | |
| Pubblica Istruzione                       |                                                                   |                                                                         | Luigi Cibrario (Indipendente) (dal 31 maggio 1855 al 5 maggio 1856)                                       |
| Pubblica Istruzione                       |                                                                   | Giovanni Lanza (Destra storica) (dal 31 maggio 1855 al 18 ottobre 1858) | |
| Pubblica Istruzione                       |                                                                   | Carlo Cadorna (Indipendente) (dal 18 ottobre 1858)                      | |
| Guerra                                    |                                                                   |                                                                         | Alfonso La Marmora (Militare) (fino al 15 gennaio 1858)                                                   |
| Guerra                                    |                                                                   | Giacomo Durando (Militare) (dal 15 gennaio 1858)                        | |
| Finanze                                   |                                                                   |                                                                         | Camillo Benso, conte di Cavour (Destra storica) (dal 31 maggio 1855 al 15 gennaio 1858; prec. ad interim) |
| Finanze                                   |                                                                   | Giovanni Lanza (Destra storica) (dal 18 ottobre 1858; prec. ad interim) | |
| Grazia e Giustizia e Affari Ecclesiastici |                                                                   |                                                                         | Giovanni de Foresta (Indipendente)                                                                        |

## Cronologia

### 1855
- 4 maggio - Il governo giura dinnanzi al Re.
- 5 maggio - Riprende in Senato Subalpino la discussione della controversa Legge sui Conventi, ma questa resta impantanata.
- 9 maggio - Viene trovato un emendamento di conciliazione che, nonostante l’accordo del governo, pur passando il giorno dopo (47 favorevoli, 45 contrari, 3 astenuti), viene aspramente contrastato dalla Destra storica.
- 22 maggio - Il Senato Subalpino approva la legge modificata con 53 favorevoli e 42 contrari. La proposta torna dunque alla Camera dei Deputati.
- 28 maggio - Nonostante qualche opposizione, la legge viene approvata anche dalla Camera. Lo stesso giorno, il Re le conferisce l’assenso.
- 26 luglio - Papa Pio IX, adirato, scomunica tutti coloro che hanno proposto ed approvato la legge. Tuttavia, poiché egli non poté materialmente opporsi, la Crisi Calabiana di fatto rientrò.

### 1856
- 1º febbraio - Viene firmato il Trattato di pace che pone fine alla Guerra di Crimea. Avendo usato la partecipazione come pretesto, Cavour espone al Congresso di Parigi il problema dell’Unificazione italiana dinnanzi le Grandi Potenze: il Secondo impero francese di Napoleone III si avvicinerà così alla causa.

### 1857
- 25 ottobre - È sciolta la Camera dei Deputati e convocati gli elettori per il 15 e 18 novembre; e il nuovo Parlamento per il 14 dicembre.
- 15-18 novembre - Si svolgono le elezioni politiche: La Destra storica e la Sinistra storica ottengono entrambe un buon piazzamento.

### 1858
- 21 luglio - Vengono stipulati i segreti Accordi di Plombières tra Regno di Sardegna e Secondo impero francese, creando così sfere di influenza lungo la penisola in cambio di un appoggio francese alla guerra contro l’Impero austriaco.

### 1859
- 26 gennaio - Viene confermata l’Alleanza sardo-francese.
- 17 marzo - Giuseppe Garibaldi, offertosi al Re, viene mandato a comandare un’armata minore di sabotaggio chiamata “Cacciatori delle Alpi”. Pur in inferiorità numerica, essi vinsero le prime battaglie che ingaggiarono (Varese, San Fermo) mentre misero particolarmente in difficoltà l’esercito austriaco durante la Battaglia di Treponti.
- 24 aprile - Scoppiano delle proteste, fomentate da agenti segreti vicini a Cavour, in Toscana ed Emilia-Romagna, le quali si uniscono nelle Province Unite del Centro Italia e chiedono l’annessione al Regno di Sardegna.
- 27 aprile - Su provocazione sardo-francese, scoppia la Seconda guerra d'indipendenza.
- 14 maggio - Grazie alle ferrovie volute da Cavour, le prime truppe francesi arrivano in zona, cogliendo impreparati gli Austriaci.
- 20 maggio - Dopo una breve avanzata austriaca (che occupò Vercelli ma restò lì impantanata a causa di un allagamento orchestrato dai piemontesi), cominciano le prime colluttazioni tra gli eserciti. La Regia Armata Sarda, aiutata dai francesi, vince la Battaglia di Montebello contro gli austriaci.
- 31 maggio - Vittoria della Battaglia di Palestro.
- 4 giugno - Viene combattuta la Battaglia di Magenta, che risulterà in una vittoria sardo-francese e nella ritirata austriaca oltre il Ticino.
- 8 giugno - Vittoria della Battaglia di Melegnano.
- 15 giugno - Conquistata buona parte della Lombardia, le due armate giungono dietro il Chiese, a pochi chilometri dalle Fortezze del Quadrilatero. Intanto dietro il Mincio si accumulavano i rinforzi. Confusi da un timore di un aggiramento da Nord dovuto alla Battaglia di Treponti (nonché da false soffiate di sbarchi francesi a Venezia), gli Austriaci mossero alcune truppe fuori dall’area, indebolendola.
- 24 giugno - Si tiene la battaglia più sanguinosa (ma decisiva) del conflitto, la Battaglia di Solferino e San Martino. Dopo ore di scontro, gli Austriaci crollano: le difese collassano e gli eserciti chiedono l’armistizio ritirandosi dietro l’Adige.
- 1º luglio - Viene firmato da Napoleone III, Vittorio Emanuele II e Francesco Giuseppe I d'Austria l’Armistizio di Villafranca che, all’insaputa del Presidente del Consiglio, comportava una cessione al Regno di Sardegna della sola Lombardia, in violazione dell’alleanza sardo-francese, e la soppressione delle rivoluzionarie Province Unite del Centro Italia. Andato su tutte le furie, Cavour ebbe un mordace discorso con il Re.
- 12 luglio - Adirato, Cavour rassegna le dimissioni. Il Re dunque affida l’incarico ad Alfonso La Marmora.
- 19 giugno - Con il giuramento del nuovo esecutivo termina ufficialmente l’esperienza di governo.